# Sistema (empresa)

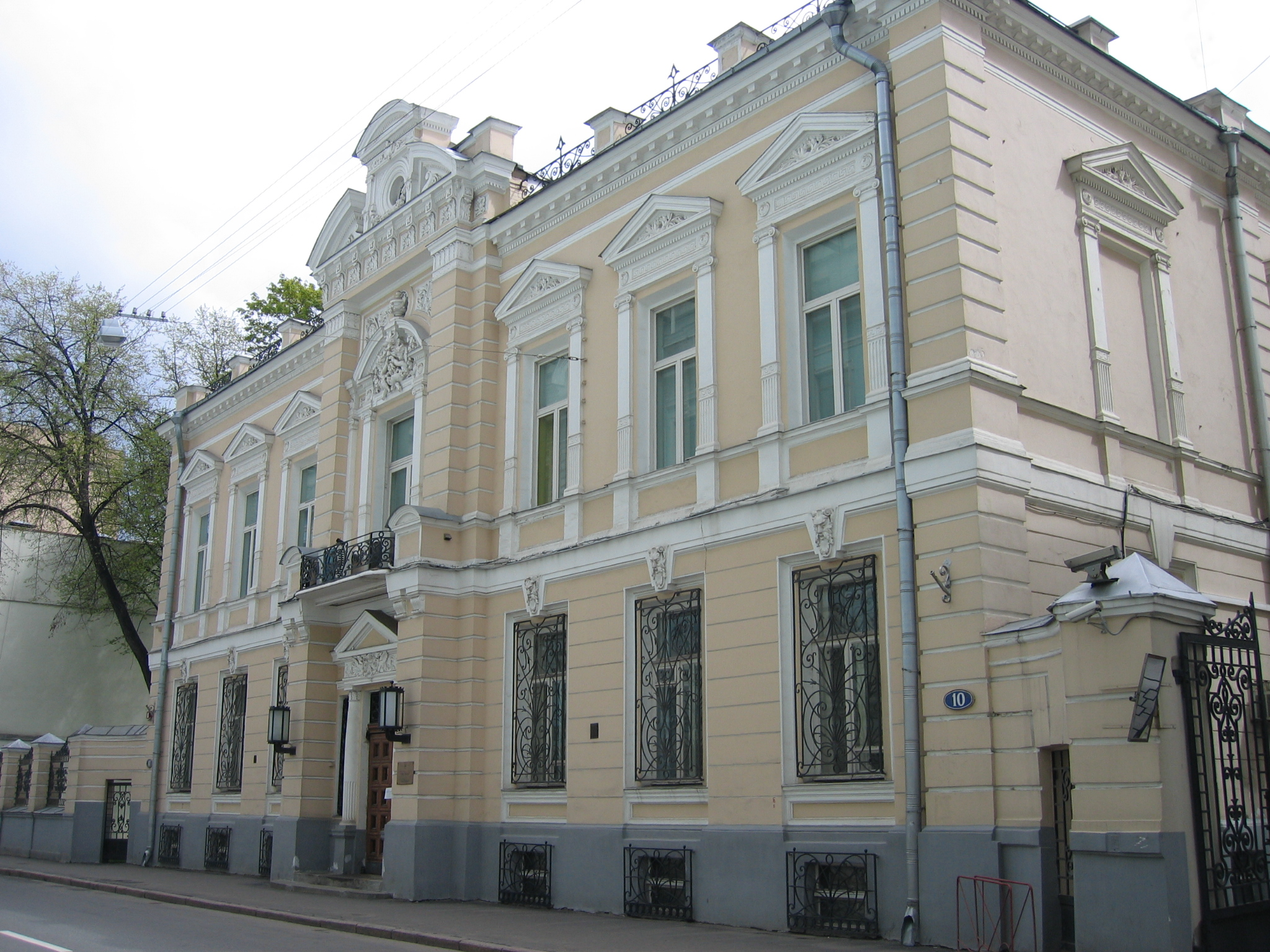
Sede central de Sistema en Moscú.

Sistema (LSE: SSA) es un importante conglomerado de empresas ruso, fundado por Vladimir Yevtushenkov. En abril de 2022, Yevtushenkov controlaba el 49.2% de las acciones de Sistema.
Sistema tiene su sede en Moscú, y opera un número de negocios de servicios al consumo en los sectores de:
- IT y telecomunicaciones — Mobile TeleSystems, Moscow City Telephone Network, SkyLink, MTS India.
- Microelectrónica — Sitronics (anteriormente conocido como 'Science Center Concern'), NIIME, Mikron, STROM telecom.
- Seguros — ROSNO
- Banca — MBRD (Moscow Bank for Reconstruction and Development - Banco de Moscú para la Reconstrucción y Desarrollo)
- Edificación  — Sistema-Hals
- Venta minorista — Detsky Mir Group
- Medios de comunicación — Sistema Mass Media
- Petróleo — Bashneft, Ufaorgsintez, Novoil, Ufaneftehim, Ufimskiy NPZ, Bashkirnefteprodukt, Bashkirenergo.
- Otros negocios — Intourist (Servicios de viajes), RTI Systems (Tecnología espacial y de radio) hasta julio de 2021,[3] Binopharm (Farmacéutica), Olympic Sistema (Deporte)

Los GDR (Global Depository Receipt) de la empresa se negocian en la bolsa de Londres (LSE: SSA).